# Бейли-Гамильтон-Арден, Джордж, 11-й граф Хаддингтон
Джордж Бейли-Гамильтон-Арден, 11-й граф Хаддингтон (англ. George Baillie-Hamilton-Arden, 11th Earl of Haddington; 26 июля 1827 — 11 июня 1917) — шотландский пэр и землевладелец.

## Биография

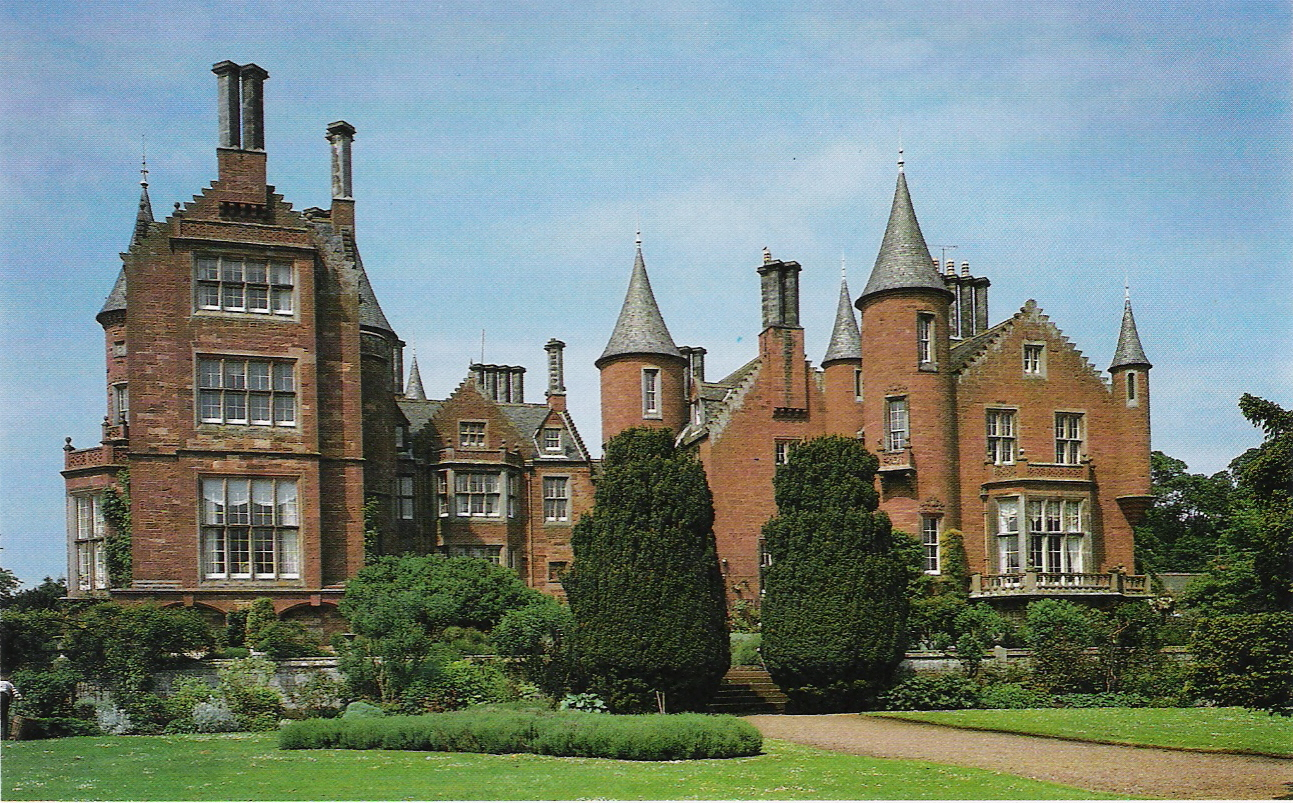
Тайнингем-хаус

Родился 26 июля 1827 года. При рождении ему было дано имя Джордж Бейли-Гамильтон. Старший сын Джорджа Бейли-Гамильтона, 10-го графа Хаддингтона (1802—1870), и Джорджианы Маркем (? — 1873), дочери достопочтенного Роберта Марккма, архидьякона Йоркского. 31 декабря 1858 года его имя было официально изменено на Джордж Бейли-Гамильтон-Арден по королевскому разрешению.
25 июля 1870 года после смерти своего отца Джордж Бейли-Гамильтон-Арден унаследовал титулы 11-го графа Хаддингтона (Пэрство Шотландии), 11-го лорда Байреса и Биннинга (Пэрство Шотландии) и 11-го лорда Биннинга (Пэрство Шотландии).
Главный шериф графства Чешир (1871), шотландский пэр-представитель в Палате лордов Великобритании (1874—1917), лорд-лейтенант Ист-Лотиана (1876—1917), почетный полковник Лотианского и пограничного конного полка и офицер Королевской роты лучников.
В 1886 году он был избран членом Эдинбургского Королевского общества. Его кандидатуру предлагали сэр Томас Грейнджер Стюарт, Роберт Грей, сэр Уильям Тернер и Питер Гатри Тейт. Он вышел из общества в 1892 году.
Кавалер Ордена Чертополоха с 8 августа 1902 года.
Он жил в поместье Тайнингем недалеко от Престонкерка в Ист-Лотиане.

## Брак и дети
17 октября 1854 года Джордж Бейли-Гамильтон женился на Хелен Кэтрин Уоррендер (1834 — 29 мая 1889), дочери сэра Джона Уоррендера, 5-го баронета из Лохенда, и достопочтенной Фрэнсис Генриетты Арден. В браке родилось семеро детей:
- Изабель Бейли-Гамильтон (? — 17 ноября 1859)
- Леди Рут Бейли-Гамильтон (4 сентября 1855 — 27 января 1941)
- Джордж Бейли-Гамильтон, лорд Биннинг (24 декабря 1856 — 12 января 1917)
- Лейтенант Достопочтенный Ричард Бейли-Гамильтон (28 августа 1858 — 12 августа 1881)
- Леди Гриселл Бейли-Гамильтон (23 апреля 1861 — 27 апреля 1957)
- Капитан Достопочтенный Генри Роберт Бейли-Гамильтон-Арден (4 октября 1862 — 14 марта 1949)
- Леди Сесили Бейли-Гамильтон (13 июля 1868 — 24 октября 1950).

Его старший сын Джордж умер на несколько месяцев раньше его, в январе 1917 года, и титул перешел к его внуку Джорджу Бейли-Гамильтону, 12-му графу Хаддингтону.